# Irrisor damara
Phoeniculus damarensis
Espèce
Synonymes
- Irrisor damarensis Ogilvie-Grant, 1901
(protonyme)

Statut de conservation UICN

 LC  : Préoccupation mineure
L'Irrisor damara (Phoeniculus damarensis) est une espèce d'oiseaux de la famille des Phoeniculidae.

## Répartition

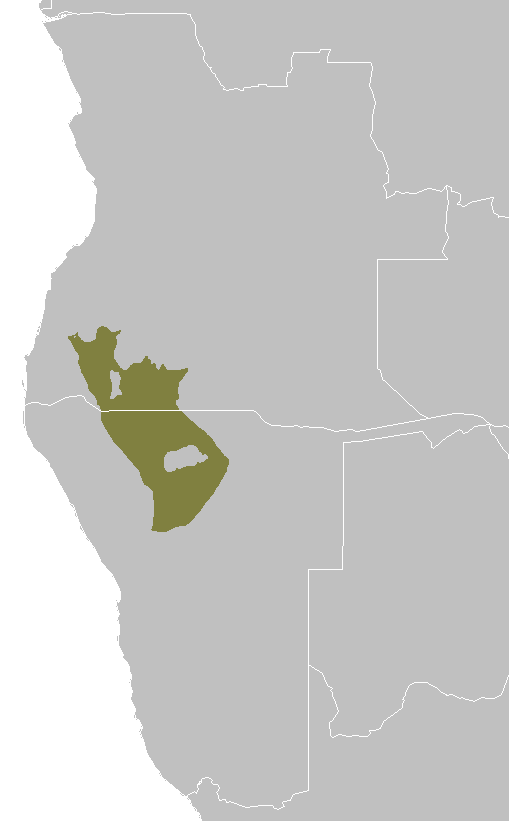
Répartition de l'espèce en Afrique.

Cette espèce vit en Angola et en Namibie.